# Сизган
Сизга́н (каз. Сызған) — село у складі Сузацького району Туркестанської області Казахстану. Адміністративний центр Сизганського сільського округу.
Населення — 852 особи (2021; 697 у 2009, 1535 у 1999, 698 у 1989).